# 祝千·洛藏官却成来嘉措
祝千·洛藏官却成来嘉措（？—？）民族及籍贯不详，第七世祝千活佛。

## 生平
洛藏年智丹增嘉措是第六世祝千活佛官却曲吉尼玛之后的第七世祝千活佛。其后，为第八世祝千活佛玛底巴扎。